# Lúcio Fúrio Medulino Fuso
Lúcio Fúrio Medulino Fuso (em latim: Lucius Furius Medullinus Fusus) foi um político da gente Fúria nos primeiros anos da República Romana, eleito tribuno consular em 381 e 370 a.C.. Foi censor em 363 a.C. com Marco Fábio Ambusto. Era filho de Espúrio Fúrio Medulino e sobrinho de Marco Fúrio Camilo.

## Tribunato consular (381 a.C.)
Em 381 a.C., foi eleito pela última vez, com Marco Fúrio Camilo, Lúcio Lucrécio Tricipitino Flavo, Lúcio Postúmio Albino Regilense, Aulo Postúmio Albino Regilense e Marco Fábio Ambusto.
Lúcio Fúrio e Marco Fúrio Camilo cuidaram da guerra contra os volscos, que haviam ocupado Satricum, o que levou à declaração de guerra contra a cidade aliada de Túsculo.
A saúde de Camilo já não era boa, mas seu pedido de permissão para se aposentar foi negado. Ele então decidiu que comandaria através de seu filho, Lúcio Fúrio, que, porém, começou a criticar Camilo por que ele, ao chegar a frente de Satricum, decidiu adotar uma tática de espera por causa do número maior de adversários. E, quando Lúcio Fúrio, que era um magistrado de mesma patente, defendeu a necessidade de um ataque imediato contra os volscos, Camilo não se opôs e permitiu que ele liderasse o ataque, colocando-se no comando das reservas. O ataque, porém, foi repelido pelos volscos e teria terminado numa derrota completa para os romanos se não fosse a intervenção de Camilo. Lúcio Fúrio, porém, conseguiu mitigar sua derrota lutando para transmitir as ordens de Camilo durante o combate, do qual participou pessoalmente e no qual se destacou por bravura. Ao final, Camilo conseguiu levar os romanos à vitória.
Como muitos dos prisioneiros de guerra eram das cidade aliada de Túsculo, Camilo levou alguns para Roma para que fossem interrogados pelos senadores, que decidem declarar guerra e entregam o comando da operação a Camilo, que, contra todas as previsões, escolhe novamente Lúcio Fúrio para acompanhá-lo. Chegando à cidade, os romanos encontraram os portões abertos e todos os cidadãos desarmados, ocupados com suas atividades habituais. Por isso Camilo permite que os magistrados locais sigam até Roma para obterem o perdão dos senadores, que o concederam em função da atitude claramente arrependida dos tuscolanos.
Depois destes eventos, Camilo decidiu se aposentar definitivamente.

## Segundo tribunato consular (370 a.C.)
Em 370 a.C., Lúcio Fúrio foi eleito pela última vez, com Sérvio Sulpício Pretextato, Caio Valério Potito, Aulo Mânlio Capitolino, Sérvio Cornélio Maluginense e Públio Valério Potito Publícola.
As eleições em Roma foram interrompidas por um período de cinco anos, durante os quais não se elegerem tribunos consulares, principalmente por causa do veto imposto pelos tribunos da plebe Caio Licínio Calvo Estolão e Lúcio Sêxtio Laterano e a causa foi o ataco dos veletros a Túsculo, uma cidade aliada de Roma. Os romanos conseguiram expulsar os atacantes em sua própria cidade, que foi cercada, mas não foi possível capturá-la.